# Paul Allaerts
Paul Allaerts (født 9. juli 1964 i Mol, Belgien) er en belgisk fodbolddommer. Han har dømt fodbold siden 1985 og har været dommer i Jupiter League i Belgien siden 1996. Han er 186 cm høj og vejer 84 kilo.

## Karriere[1]
- 8 kampe i UEFA Champions League
- 7 kamper i UEFA-cupen
- Flere EM- og VM-kvalificeringskampe

## noter
1. ↑  pr. 18. maj 2007

## Links
- Weltfussball.de

| Biografi | Spire Denne biografi om en fodbolddommer er en spire som bør udbygges. Du er velkommen til at hjælpe Wikipedia ved at udvide den. |